# Cancale
Cancale (bret. Kankaven) – miejscowość i gmina we Francji, w regionie Bretania, w departamencie Ille-et-Vilaine.
Według danych z 1990 r. gminę zamieszkiwało 4910 osób, a gęstość zaludnienia wynosiła 389 osób/km² (wśród 1269 gmin Bretanii Cancale plasuje się na 84. miejscu pod względem liczby ludności, natomiast pod względem powierzchni na miejscu 740.).
Miejsce urodzenia św. Joanny Jugan (1792-1879) współzałożycielki zgromadzenia Małych Sióstr-Służebnic Ubogich.